# 羅羅

圖出自《古今圖書集成·博物彙編·禽蟲典·第一百二十四卷》

罗罗是中國古代传说中的吃人鸟，記載於《山海经·山经·卷二·莱山》中。

## 《山海经》
於中国先秦古籍《山海经》載：「又西三百五十里，曰萊山，其木多檀楮，其鳥多羅羅，是食人。」
罗罗也於《山海经·海外北经》載是一種青色似虎的猛兽，如郝懿行說：「海外北經有青獸，狀如虎，名曰羅羅，此鳥與之同名。」罗罗或就是形容這種鳥似虎凶猛，但《山海经》中未有詳述，如郭璞說：「羅羅之鳥，所未詳也。」

## 資料
- 《山海经》袁珂校注